# Hotel Centrum w Łodzi
Hotel Centrum – hotel funkcjonujący w Łodzi w latach 1976–2014, zlokalizowany przy ul. Kilińskiego 59-63.

## Charakterystyka
Hotel Centrum (z kasynem) zlokalizowany był w centrum miasta, przy dworcu Łódź Fabryczna, niedaleko ul. Piotrkowskiej. Miał 188 pokoi, 7 sal konferencyjnych, restaurację i kasyno.

## Historia
W marcu 1963 ogłoszono otwarty konkurs na projekt hotelu miejskiego w Łodzi – pierwsze trzy nagrody zdobyli pracownicy łódzkiego Miastoprojektu. Pierwszą nagrodę zdobył zespół architektów – architekt Jan Michalewicz, Bronisław Marszał, Tadeusz Nowicki. Ich projekt został również wybrany do realizacji.
W latach funkcjonowania w Łodzi festiwalu Camerimage, hotel Centrum był miejscem bankietów i noclegów gwiazd filmu. W hotelu miał swój apartament m.in. reżyser David Lynch. W hotelu realizowano niektóre sceny do polskiej komedii sensacyjnej Piłkarski poker.
W 2011 łódzka firma Eko-Vit zakupiła za 43 095 000 zł 85% akcji spółki akcyjnej Centrum-Hotele (pozostałe 15% przeznaczono na akcje pracownicze), do której należały łódzkie hotele: Centrum, Światowit, Mazowiecki, Polonia Palast i Savoy. Firma zapowiedziała, że w miejscu powstałym po wyburzeniu Hotelu Centrum mają powstać dwa 12-piętrowe budynki o charakterze usługowo-biurowym.
27 czerwca 2014 roku hotel został zamknięty. Na początku października 2014 roku rozpoczęła się rozbiórka obiektu, która zakończyła się w 2016 roku.